# Disney's Beauty and the Beast (videojuego de 1994)
 Disney's Beauty and the Beast es un videojuego de plataformas de acción para el Super Nintendo, desarrollado por Probe Entertainment, y publicado por Hudson Soft en Norteamérica y Europa en 1994, y por Virgin Interactive en Japón el mismo año. Está basado en la película de Disney La bella y la bestia de 1991.
Hudson Soft lanzó un videojuego similar para la NES en Europa el mismo año.

## Trama y jugabilidad
Todo el juego se juega desde la perspectiva de la Bestia. El jugador debe hacer que Bella se enamore de la Bestia para que la maldición lanzada sobre él y su castillo se rompa, ella se case con él y se convierta en una princesa. El jefe final del juego es Gaston, un cazador que intentará robar Bella de la Bestia.
El juego consiste en recorrer el castillo a través de una serie de plataformas, recolentando elementos. La Bestia puede golpear enemigos, rugir para activar plataformas o paralizar enemigos, y trepar muros.
Hay un tiempo límite, representado por la rosa encantada. Si la rosa se marchita o la Bestia se queda sin energía, el jugador pierde una vida; el jugador puede recuperar energía y pétalos al recolectar ítemes.

## Recepción
Para su lanzamiento, Famitsu informó que el juego había recibido un 6 de 10 en su Reader Cross Review.